# Eduardo Santamarina
Eduardo Santamarina (Veracruz, 9 de julho de 1969) é um ator mexicano.

## Biografia
Aos 20 anos de idade começou seus estudos de atuação e ingressou no Centro de Educação Artística de Televisa (CEA).
Um ano depois de sair do (CEA), Eduardo recebeu sua primeira oportunidade de trabalhar dentro do mundo das telenovelas, ele foi o protagonista juvenil da novela, De frente al sol em (1992).
Desde a sua descoberta, tem sido um bom elemento artístico aos produtores mais oportunidades em suas produções. Participou da telenovela Amigas y rivales, interpretando José um homem com muito senso de humor e disposto a conquistar o coração da problemática Helena papel da atriz Ludwika Paleta
Mas foi na telenovela Rubí, ao lado de Barbara Mori, Jacqueline Bracamontes e Sebastián Rulli ele viveu o protagonista Alessandro Cárdenas, onde foi sucesso um absoluto, ganhando o prêmio daquele ano de melhor ator. Seu talento tem sido reconhecido , ao longo se sua carreira, com várias premiações dentre elas. TVyNovelas e As Palmas de Ouro.

## Vida Pessoal
Em 22 de janeiro de 2000, Eduardo Santamarina se casou com a atriz Itatí Cantoral, com quem havia contracenado na novela Salud, dinero y amor. O casal  teve 2 filhos(gêmeos) José Eduardo e Roberto Miguel. Ele e Itati Cantoral anunciaram a separação em fevereiro de 2004.
Enquanto era casado, manteve um relacionamento com a atriz Susana González entre 2003 e 2006. Mais tarde foi revelado que esse foi o motivo do divórcio dele com Itatí.
Em 28 de fevereiro de 2009 se casou com a atriz Mayrín Villanueva‎, com quem tem uma filha Julia, nascida no mesmo ano.

## Telenovelas
- Los Hilos del Pasado (2025 - 2026)... Manuel Navarro
- Juegos de amor y poder (2025) ... Enrique Ferrer Contreras
- Nadie como tú (2023-2024) ... Raimundo Madrigal Canales
- La desalmada (2021) ... Octavio Toscano Gómez
- Buscando a Frida (2021) ... Abelardo Pons
- El Señor de los Cielos 7 (2019-2020) ... Baltazar Ojeda
- La reina del sur 2 (2019) ... Mariano Bravo
- El Señor de los Cielos 6 (2018) ... Baltazar Ojeda
- El secreto de Selena (2018) ... Dr. Ricardo Martínez
- Sin tu mirada (2017-2018) ... Don Luis Alberto Ocaranza
- Antes Muerta que Lichita (2015-2016)....Augusto de Toledo y Mondragón
- Libre para amarte (2013) .... Ramón
- Por ella soy Eva (2012) .... Diego Fonticoda
- Ni contigo ni sin ti (2011) .... Leonardo Cornejo Fernández
- Triunfo del Amor (2010) .... Octavio Iturbe
- Yo amo a Juan Querendón (2007-2008) .... Juan Domínguez
- Amor sin maquillaje (2007) .... Juan Querendón
- Rubí (2004) .... Alejandro Cárdenas Ruiz
- Velo de novia (2003-2004) .... José Manuel del Álamo/Jorge Roberto
- Amigas y rivales (2001) .... José Alcántara
- El precio de tu amor (2000-2001) .... Antonio Ríos
- Abrazame muy fuerte (2000) .... El Mismo
- Cuento de Navidad (1999-2000) .... Ángel
- Serafin (1999) .... Miguel
- Rencor apasionado  (1998) .... Mauricio
- Salud, dinero y amor (1997-1998) .... Jorge Miguel
- La antorcha encendida (1996) .... Héctor
- Marisol (1996) .... José Andrés Garcés del Valle
- La dueña (1995) .... Mauricio Padilla
- El vuelo del águila (1994-1995).... Dr. Ortega
- Prisionera de amor (1994) .... Dr. Rodrigo
- Más allá del puente (1993-1994) .... Luis Enrique
- De frente al sol (1992) .... Luis Enrique